# ベラウン石
ベラウン石（ベラウンせき、ベラウナイト、英語：Beraunite）は、赤褐色の鉄を含有するリン酸塩鉱物。
発見は1841年、ボヘミア（現在のチェコ共和国）にあるHrbec鉱山で、近郊の都市ベラウン（現在のベロウン）にちなみ命名された。ガラス光沢の単斜晶系、透明から半透明、モース硬度3〜4。
化学組成については、当初は三価鉄の化合物として定義されていたが、1967年にFe2+Fe3+5(PO4)4(OH)5・6H2Oという混合原子価化合物と再定義され、三価鉄からなる組成は無名となった。その後、2015年に前記の無名鉱物が"Eleonorite"と命名された（1880年にドイツ・ヘッセン州DünsbergのEleonore鉄山で"oxiberaunite"として発見）。2022年になって、タイプ標本の分析による再検討から、ベラウン石は、"Eleonorite"と同じFe3+6(PO4)4O(OH)4・6H2Oという組成に改められ、それに伴って"Eleonorite"は抹消された。そして1967年に再定義されていた組成の鉱物はフェロベラウン石（Ferroberaunite）と再命名された。フェロベラウン石は、物理的性質はベラウン石とほとんど同じだが、緑色から濃い帯緑褐色になるのが特徴。
日本の茨城県、兵庫県でも発見されている。

## 脚注

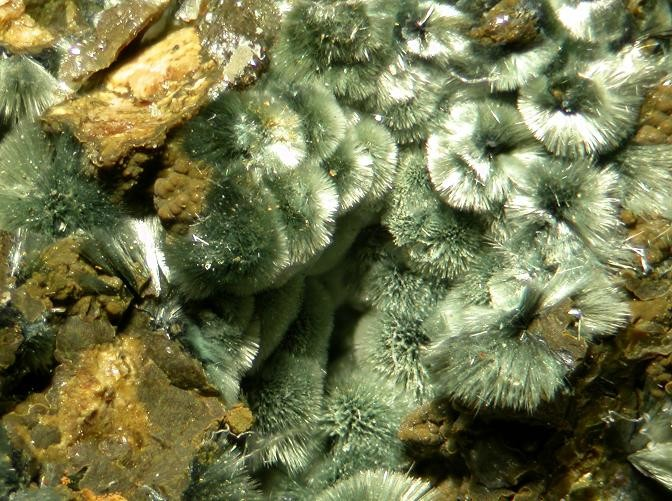
フェロベラウン石の結晶（ドイツ・バイエルン産）